# Leuctra hispanica
Leuctra hispanica är en bäcksländeart som beskrevs av Aubert 1952. Leuctra hispanica ingår i släktet Leuctra och familjen smalbäcksländor. Inga underarter finns listade i Catalogue of Life.